# Кахраманова, Эльмира Кахрамановна
Эльмира Кахрамановна Кахраманова (род. 18 июня 2001, Смоленск) — российская самбистка, чемпионка Европы и 2-кратная чемпионка Мира по самбо, 2-кратная чемпионка мира по универсальному бою, 2-кратная чемпионка России по самбо, 2-кратная чемпионка России по универсальному бою. Многократная победительница и призёр международных и всероссийских соревнований. Заслуженный мастер спорта России, мастер спорта России международного класса по самбо и универсальному бою, Мастер спорта России по самбо.

## Биография
Эльмира Кахраманова родилась и выросла Смоленске. Проживает и тренируется в Московской области в городе Мытищи.
В 2019 году поступила в Московский государственный областной университет на факультет физической культуры.
В 2021 году выполнила норматив мастера спорта России по самбо.
В 2023 году выполнила норматив мастера спорта России международного класса по самбо и мастера спорта России международного класса по универсальному бою.
В 2023 году присвоено звание «Заслуженный мастер спорта России» по самбо.
С 2023 года занимает должность инструктора регионального Центра спортивной подготовки по паралимпийским, сурлимпийским и неолимпийским видам спорта.

## Спортивные достижения

### Самбо
- Первенство России среди юниорок 2017 — ;
- Первенство России по самбо до 24-х лет 2019 — ;[5]
- VII Всероссийская летняя Универсиада по самбо 2020[6] — ;
- Первенство России среди юниорок 2021 — ;
- Первенство Европы по самбо 2021 — ;
- Кубок Европы по самбо 2021 — ;
- V летняя Спартакиада молодежи России по самбо 2021[7] — ;
- Чемпионат Европы по самбо 2022 — ;
- Чемпионат мира по пляжному самбо 2022 — ;
- Чемпионат России по пляжному самбо 2022[8] — ;
- Чемпионат России по самбо 2022 — ;
- Кубок России по самбо 2022[9] — ;
- Чемпионат России по самбо среди студентов 2022 — ; 2021— ;
- Первенство России по самбо до 24-х лет 2022[10] — ; 2021[11] — ;
- Кубок Европы по самбо 2022 — ;
- VIII Всероссийская летняя универсиада по самбо 2022[12] — ;
- VIII Всероссийская летняя Универсиада по самбо 2022 — ;
- Чемпионат России по пляжному самбо 2022 — ;
- Чемпионат России по самбо среди студентов 2023[13] — ;
- Игры стран СНГ 2023 — ;
- Международный фестиваль студенческого спорта 2023 — ;
- Чемпионат России по самбо 2023 — ;
- Чемпионат России по пляжному самбо 2023 года — ;
- Чемпионат мира по самбо 2023 — ;
- Чемпионат России по самбо 2024 — ;

### Универсальный бой
- Чемпионат России по универсальному бою 2023[14] — ;
- Чемпионат России по универсальному бою 2022 — ;
- Чемпионат мира по универсальному бою 2022[15] — ;
- Чемпионат мира по универсальному бою 2021 — ;
- Чемпионат России по по универсальному бою 2021[16] — ;

## Награды
В 2023 году победила в конкурсе «Армеец — 2023 года» проводимое в честь 100-летия ЦСКА, в номинации «Лучшая спортсменка».
В 2022 году получила благодарность губернатора Московской области.
В 2021 году награждена знаком отличия Министерства по физической культуре и спорту «Спортивная доблесть 1 степени» за высокие спортивные результаты в сезоне 2020/21.
В 2020 году награждена знаком отличия Министерства по физической культуре и спорту «Спортивная доблесть 2 степени».